# Aloe hereroensis
Aloe hereroensis ist eine Pflanzenart der Gattung der Aloen in der Unterfamilie der Affodillgewächse (Asphodeloideae). Das Artepitheton hereroensis verweist auf das Vorkommen der Art in den von den Herero bewohnten Gebiete.

## Beschreibung

### Vegetative Merkmale
Aloe hereroensis wächst stammlos oder in der Regel sehr kurz stammbildend, ist meist einzeln oder bildet kleine Gruppen. Gelegentlich wird im Alter ein bis zu 1 Meter langer Stamm ausgebildet. Die etwa 30 lanzettlich-deltoiden Laubblätter bilden eine dichte Rosette. Die stark glauke, undeutlich linierte bis gefurchte Blattspreite ist 30 bis 40 Zentimeter lang und 6 bis 8 Zentimeter breit. Auf der Blattunterseite sind gelegentlich wenige oder viele unregelmäßig zerstreute, weißliche Flecken vorhanden. Die stechenden, manchmal zweispitzigen, rötlich braunen bis bräunlichen Zähne am Blattrand sind 3 bis 4 Millimeter lang und stehen 8 bis 15 Millimeter voneinander entfernt.

### Blütenstände und Blüten
Der Blütenstand weist vier bis acht Zweige auf und ist etwa 100 Zentimeter lang. Die unteren Zweige sind gelegentlich nochmals verzweigt. Die dichten, kopfigen, ebensträußigen Trauben sind 6 bis 8 Zentimeter lang und 8 bis 10 Zentimeter breit. Die lanzettlich-deltoiden, verschmälerten Brakteen weisen eine Länge von 20 Millimeter auf und sind 30 Millimeter breit. Die normalerweise orangefarbenen Blüten stehen an 30 bis 50 Millimeter langen Blütenstielen. Sie können jedoch auch verschiedene Rot- oder Gelbtöne aufweisen. Die Blüten sind 25 bis 35 Millimeter lang und an der Basis gerundet. Auf Höhe des Fruchtknotens weisen sie einen Durchmesser von 7 bis 8 Millimeter auf. Ihre äußeren Perigonblätter sind auf einer Länge von 14 bis 20 Millimetern nicht miteinander verwachsen. Die Staubblätter ragen 2 bis 4 Millimeter und der Griffel ragt 5 Millimeter aus der Blüte heraus.

### Genetik
Die Chromosomenzahl beträgt {\displaystyle 2n=14}.

## Systematik und Verbreitung
Aloe hereroensis ist im Süden Angolas, in Namibia sowie den südafrikanischen Provinzen Nordwest und Freistaat verbreitet.
Die Erstbeschreibung durch Adolf Engler wurde 1888 veröffentlicht.
Synonyme sind Aloe hereroensis var. hereroensis, Aloe orpeniae Schönland  (1905), Aloe hereroensis var. orpeniae (Schönland) A.Berger (1908) und Aloe hereroensis var. lutea A.Berger (1908).

## Nachweise